# Diploplecta
Diploplecta es un género de arañas araneomorfas de la familia Linyphiidae. Se encuentra en Nueva Zelanda. 

## Lista de especies
Según The World Spider Catalog 12.0:
- Diploplecta adjacens Millidge, 1988
- Diploplecta communis Millidge, 1988
- Diploplecta duplex Millidge, 1988
- Diploplecta nuda Millidge, 1988
- Diploplecta opaca Millidge, 1988
- Diploplecta proxima Millidge, 1988
- Diploplecta simplex Millidge, 1988